# Muzej svile Sudžov
Muzej svile Sudžov je muzej v Sudžovu na Kitajskem. Ustanovljen je bil leta 1991, dokumentira zgodovino proizvodnje svile in vezenja od približno leta 2000 pr. n. št. Razstave vključujejo stare statve z demonstracijami, starodavne vzorce svile in razlago gojenja svile. Pomembna je bila soba, polna živih sviloprejk, ki so jedle liste murve in predle kokone. Do decembra 2009 so žive sviloprejke zamenjali modeli.

## Zgodovina
Leta 1958 so v okrožju Vušing na območju jezera Taihu izkopali starodavne fragmente svile iz neolitske dobe, ki so dokazali, da je bil Sudžov rojstni kraj svile pred več kot 4700 leti. V dinastijah Tang (618–907) in Song (960–1297) je bil Sudžov središče svilenih izdelkov na Kitajskem; v dinastijah Ming (1368–1644) in Čing (1644–1912) pa je bila večina visokokakovostnih svilenih tkanin za kraljeve družine izdelanih v Sudžovu. Zato Sudžov imenujejo »mesto svile«.
Muzej je bil ustanovljen je bil leta 1991je in bil spomladi 2016 temeljito prenovljen.
V pozni dinastiji Čing in zgodnji Kitajski republiki je zahodna industrijska revolucija močno vplivala na tradicionalno kitajsko proizvodnjo murvine svile. Napredno delovanje, načini upravljanja, nove tehnologije in oprema za proizvodnjo strojev so spremenili razpršen način proizvodnje s tradicionalnimi individualnimi delavnicami in ustvarili sodobne centre, s centraliziranim načinom proizvodnje in upravljanja, kar je ustvarilo pogoje za celovito industrializacijo kitajske svilarske industrije.

## Opis
Muzej svile Sudžov, ki stoji v bližini pagode Beisi v okrožju Gusu, je prvi muzej, specializiran za svilo na Kitajskem, ki dobro prikazuje tisočletno zgodovino kitajske svile, razstavlja svilene ostanke, fragmente, oblačila, tapiserije, brokat in prikazuje tradicionalne veščine tkanja svile v delavnici tkanja svile.
Muzej se osredotoča na temo svilne poti in je zasnovan v beli barvi, ki odraža prvotno barvo svile. Na steni glavnih stavb so oblikovani trije elegantni ženski kipi iz belega marmorja - dekle, ki trga liste murve, dekle, ki pere gazo in dekle, ki tke svilo.
Muzej ima številne razstavne dvorane: Zgodovinska razstava, Sodobna razstava, Razstava prihodnosti, Galerija svilene umetnosti Čjan Šjaopinga (钱小萍) in Razstava strojev za tkanje svile itd. Zgodovinska razstava je razdeljena na šest delov, ki sledijo poti svile od njenega odkritja do danes. Vključuje:
- Galerija starodavne svile (古代厅)
- Soba za gojenje svile (蚕桑居)
- Soba za tkanje in barvanje (染织坊)
- Galerija uradno vodene proizvodnje svile (织贡院)
- Galerija svilenih oblačil iz republikanskega obdobja (民国街)
- Galerija nesnovne kulturne dediščine (非遗厅)